# رود فصلی رودچاک
 رود فصلی رودچاک یک رود در حوضه آبریز دریاچه نمک در استان البرز ایران است که از البرز سرچشمه می‌گیرد. این رود در ارتفاع ۱۵۵۲ متری واقع شده است.